# Sthenias borneanus
Sthenias borneanus là một loài bọ cánh cứng trong họ Cerambycidae.